# Catshuiscrisis

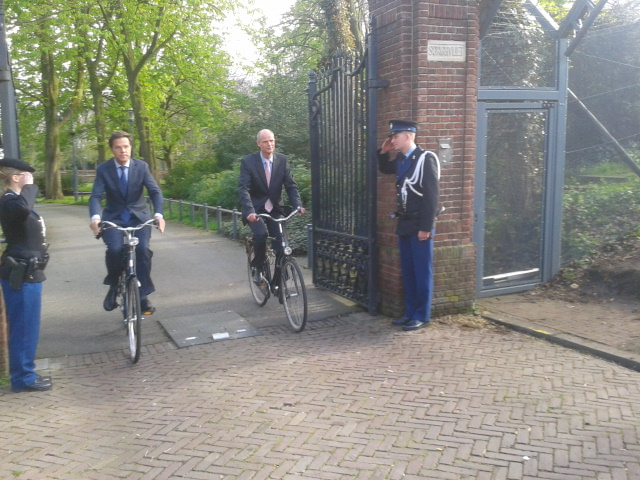
Premier Mark Rutte en VVD-fractievoorzitter Stef Blok verlaten het Catshuis na de mislukte onderhandelingen.

De Catshuiscrisis was een Nederlandse kabinetscrisis in 2012 die leidde tot de val van het kabinet-Rutte I. Oorzaak was het mislukken van het Catshuisoverleg over de begroting voor 2013. 
Het overleg begon op 5 maart 2012 en eindigde op 21 april 2012 nadat gedoogpartner Partij voor de Vrijheid (PVV) kenbaar had gemaakt aan de coalitiepartijen  Volkspartij voor Vrijheid en Democratie (VVD) en Christen-Democratisch Appèl (CDA) niet akkoord te kunnen gaan met de plannen. Het moeizame overleg had uiteindelijk geresulteerd in een totaalpakket van 14 miljard aan bezuinigingen. Op 23 april 2012 diende premier Mark Rutte het ontslag van het kabinet in.

## Voorgeschiedenis
In maart 2012 maakte het Centraal Planbureau bekend dat het begrotingstekort voor 2013 zou oplopen tot 4,5%. Hiermee zou het begrotingstekort uitlopen tot boven de Europese eis van een begrotingstekort van maximaal 3%. Het kabinet zou daarom moeten bezuinigen, oplopend tot 16 miljard euro.

## Verloop
Op 5 maart 2012 begon het overleg tussen de VVD, CDA en PVV. Namens de VVD waren premier Mark Rutte en fractievoorzitter Stef Blok aanwezig, namens het CDA vicepremier Maxime Verhagen en Sybrand Buma en namens de PVV fractievoorzitter Geert Wilders en Kamerlid Fleur Agema. Wilders gaf aan dat de onderhandelingen moesten beginnen met immaterialia, verwijzend naar migratie en islam. Blok waarschuwde Wilders dat ook zonder de PVV partijen gevonden kunnen worden om de begroting onder de drie procent te brengen. CDA eiste vervolgens dat naast bezuinigingen er ook sprake moest zijn van hervormingen, zoals de woningmarkt.
In de eerste dagen stelde Wilders ook voor om te bezuinigingen op ontwikkelingshulp. Hij eiste eerst 4 miljard en later 2,8 miljard.
Dat het overleg moeizaam verliep werd op 28 maart 2012 duidelijk. De Rijksvoorlichtingsdienst (RVD) maakte bekend dat het overleg die dag vroeger dan gepland was afgelopen, omdat ze een moeilijke fase waren ingegaan. De RVD meldde dat de drie partijen donderdagochtend de gesprekken zouden hervatten. De oppositie eiste opheldering van het kabinet, met name over de definitie van een "moeilijke fase".
Op 4 april berichtte De Volkskrant dat Wilders in het overleg zou hebben aangestuurd op het vervanging van CDA-minister voor Immigratie, Integratie en Asiel Gerd Leers. Rutte ontkende dit.
Op 20 april viel de Statencoalitie in Limburg, nadat de CDA-fractie het vertrouwen had opgezegd in coalitiegenoot PVV. Dit naar aanleiding van de aanvankelijke weigering van PVV-gedeputeerden Theo Krebber en Antoine Janssen om een lunch bij te wonen waarbij ook de Turkse president Abdullah Gül aanwezig zou zijn. Dit zorgde voor een verdere sfeerverslechtering tussen CDA en PVV.
Een dag later, op 21 april 2012, stapte de PVV uit het overleg. In een verklaring gaf Geert Wilders aan dat zijn partij niet kon instemmen met dit pakket vanwege de dalende koopkracht van met name AOW'ers en een oplopende werkloosheid. Wilders gaf verder aan dat met het mislukken van het overleg de PVV ook geen gedoogpartner meer was. Volgens Premier Rutte "liggen verkiezingen voor de hand". Oud-PVV leden, waaronder Richard de Mos, gaven in de documentaire Wilders Wereld (2014) aan dat Wilders aanstuurde op verkiezingen om zich zodoende van dissidenten binnen de partij te ontdoen.

## Val
Op 23 april werd een ministerraad ingelast om de nieuw ontstane situatie te bespreken. Hierbij waren ook de staatssecretarissen aanwezig. De minister-president ging na afloop van de vergadering om 14:00 naar de koningin om het ontslag van de bewindslieden aan te bieden. De officiële verklaring van de Rijksvoorlichtingsdienst was aanvankelijk dat de premier gewoon zijn wekelijkse overleg met de koningin had (dit vindt immers altijd op maandag plaats). Premier Rutte nam niet de ingang bij de oprijlaan, maar een zijingang van Huis ten Bosch, waarmee hij de media omzeilde. Rond 16:00 verliet Rutte Paleis Huis ten Bosch. De RVD bevestigde hierop dat hij het ontslag van zijn kabinet had aangeboden.

## Lenteakkoord
Na de val van het kabinet-Rutte I werd er onderhandeld tussen diverse fracties in de Tweede Kamer om alsnog tot een begrotingsakkoord te komen. Op 26 april werd er een akkoord gesloten tussen VVD, CDA, D66, GroenLinks en ChristenUnie, waarbij ook minister De Jager werd betrokken. Dit akkoord ging het 'Wandelgangenakkoord' en later vooral het Lenteakkoord heten. Met dit akkoord kon uiteindelijk alsnog aan de begrotingseisen worden voldaan. In het Lenteakkoord werden hervormingen op arbeidsmarkt, de woningmarkt, pensioen en aow en in de zorg ingezet.

## Trivia
- Later verklaarde Wilders dat Rutte had gedreigd zijn partij te decimeren als hij niet zou meedoen aan het sluiten van een akkoord. Ook was er volgens de betrokkenen regelmatig met deuren gegooid.